# Ayacucho
Ayacucho (znane także jako Huamanga) − miasto w Peru, stolica regionu Ayacucho.
Położone 2746  metrów nad poziomem morza. Według danych z 2013 miasto zamieszkuje około 205,7 tys. ludzi.
W mieście rozwinął się przemysł skórzany, włókienniczy oraz spożywczy.